# Еловицкий, Венцеслав Адольфович
Венцесла́в Адо́льфович Елови́цкий (1851—1928) — член Государственного совета Российской империи, помещик.
Родился в польской католической дворянской помещичьей семье, принадлежавшей к роду Еловицкие. Венцеслав Адольфович — землевладелец Гайсинского уезда Подольской губернии, он владел двумя родовыми имениями, общей пощадью 1670 десятин. Еловицкий окончил Вторую Варшавскую гимназию. В 1873 году окончил физико-математический факультет Императорского Варшавского университета. Своё обучение он продолжил в Парижской академии, которую не окончил. Вернулся в Российскую империю, поселился в родовом имении Храпачки Гайсинского уезда. Подольской губернии, где занимался сельским хозяйством. На государственной службе не состоял. Досуг свой отдавал общественному служению, принимая участие в третейских судах, беря под свою опеку недвижимое имущество малолетних соседей и т. п.
8 апреля 1906 года он был избран на съезде землевладельцев Подольской губернии членом Государственного совета Российской империи. Еловицкий входил в Польское коло. Был членом аграрной комиссии Центра группы. 1 апреля 1908 года он отказался от полномочий по болезни. В 1909 году, во время следующих выборов в Государственный совет, Венцеслав Адольфович набрал большинство голосов, но отказался от места в Государственном совете по состоянию здоровья.
После этого не занимался активной общественно-политической деятельностью. По окончании  Первой мировой войны Венцеслав Адольфович переехал в Польшу, где жил в своем имении Самокленское в Люблинском воеводстве.  Был холост.